# 相田武文
相田 武文（あいだ たけふみ、1937年6月5日 - ）は、日本の建築家。積み木の家シリーズで知られる。
芝浦工業大学教授を歴任。株式会社相田土居設計　創業者・顧問。工学博士。東京都生まれ。公益社団法人日本建築家協会（JIA）名誉会員。

## 来歴

### 生い立ち
1960年、早稲田大学卒業。1962年、早稲田大学大学院修士課程修了。1966年早稲田大学大学院博士課程修了。

### 建築家として
1967年、相田武文都市建築研究所設立。1977年、芝浦工業大学教授就任 相田武文設計研究所に改称。2013年株式会社相田土居設計に改組（創業者・顧問）。2015年JIA名誉会員。さいたま市景観表彰選考会会長ほか要職多数。
芝浦工業大学の大学賞として、相田武文記念賞がある。

## 作品

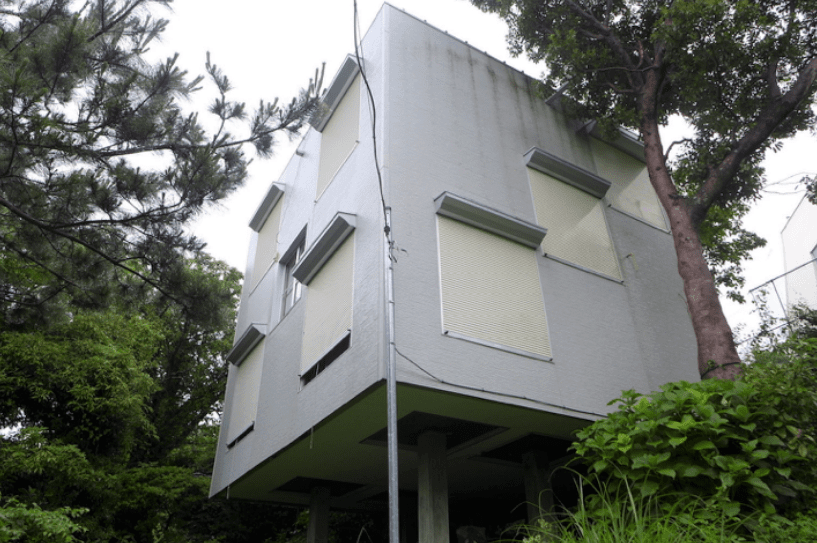
サイコロの主題による家

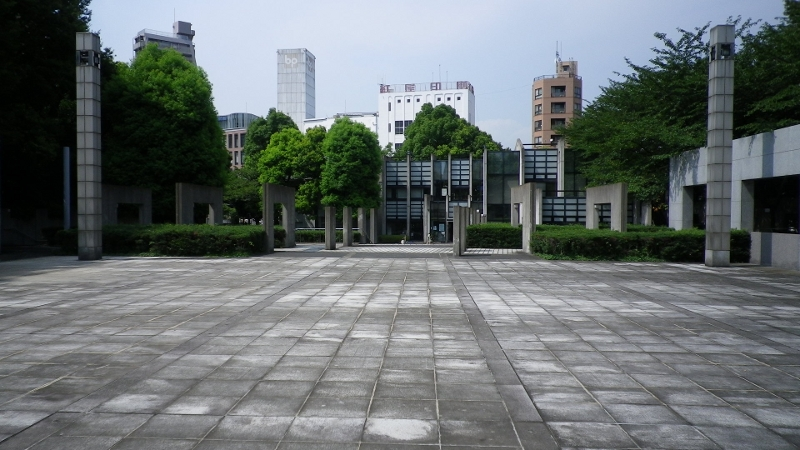
東京都戦没者霊苑

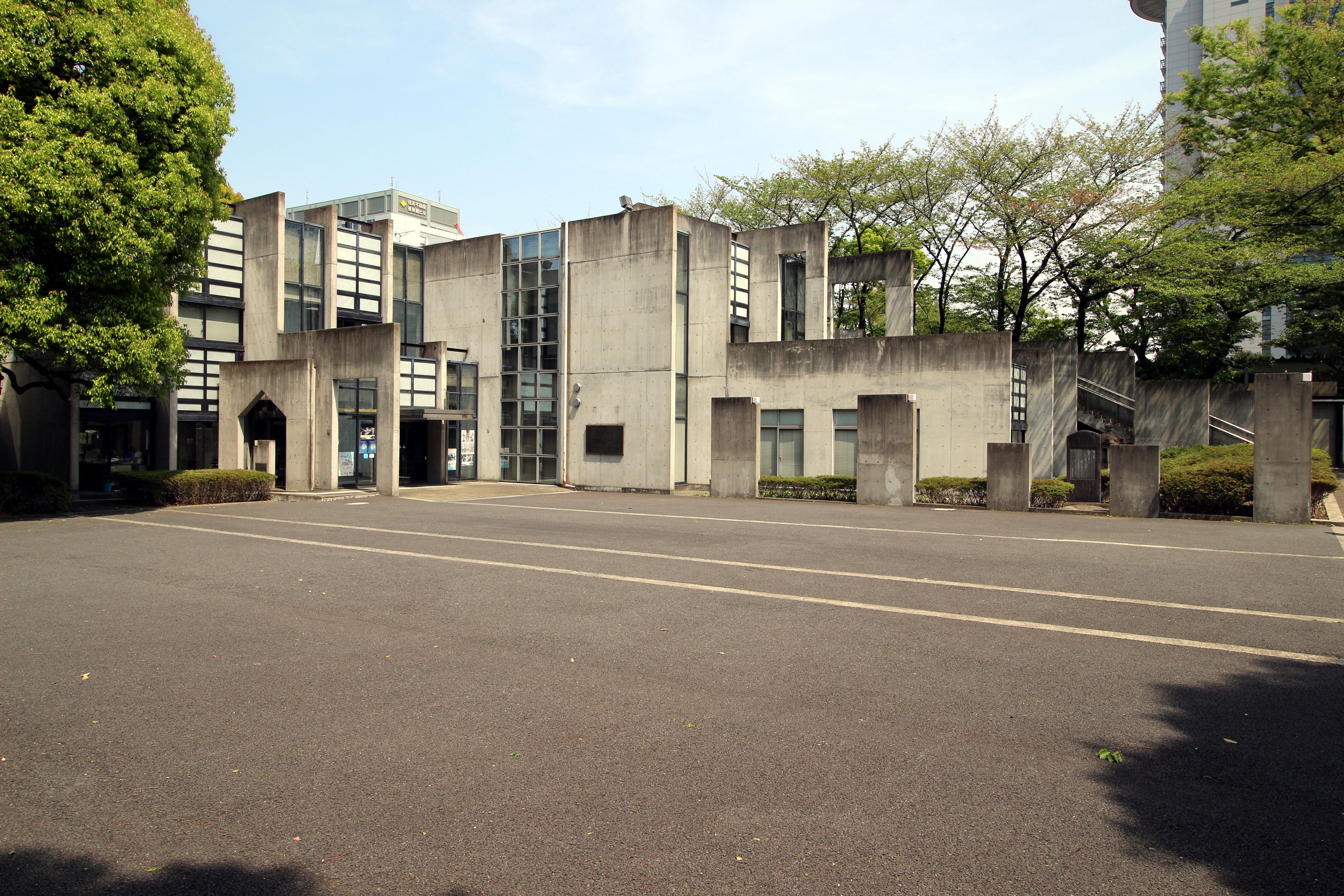
東京都戦没者霊苑

- 題名のない家 An Artist's House/1967/新建築6801,JA6803,近代建築6804,現代日本建築家全集24（三一書房,1973）
- 涅槃の家 Nirvana House/1972/新建築7208,JA7211,7606,近代建築7208,都市住宅7109,Casabella7401,Domus7401,現代日本建築家全集24（三一書房,1973）
- 無為の家 Annihilation House/1972/新建築7208,JA7211,7606,近代建築7403,Casabella7401,現代日本建築家全集24（三一書房,1973）
- PL学園幼稚園 PL Institute Kindergarten/1973/新建築7401,JA7404,7606,建築文化7401,近代建築7403,Architectural Design7502
- 段象の家 Stepped-Platform House/1975/新建築7602,JA7606,7612,近代建築7404,別冊・都市住宅1974秋（住宅第7集）,Casabella(1976-413)
- サイコロの主題による家 House Like a Die/1973/新建築7402,JA7406,7606,都市住宅7312（住宅第5集）,L'Architecure d'Aujourd'hui1977,10,11
- 積木の家I Toy Block House I/1979/新建築7910,JA7912,建築文化7910,GA HOUSE14(1983),L'Architecure d'Aujourd'hui8304,Architectural Design;Post-Modern Classicism(1981)/第1回日本建築家協会新人賞（1982）
- 積木の家II Toy Block House II/1979/新建築7910,JA7912
- 積木の家III Toy Block House III/1981/新建築8108,JA8211+12,建築文化8108,Architectural Design;Free-Style Classicism(1/2 1982),AIA Journal Mid-Aug1982,Domus618(1981),The Architectural Review8109
- 積木の家IV Toy Block House IV/1982/新建築8208,GA HOUSE14(1983)
- 積木の家V Toy Block House V/1981
- 積木の家VI Toy Block House VI/1981
- 積木の家VII Toy Block House VII/1983/GA HOUSE14(1983)
- 積木の家VIII Toy Block House VIII/1984/新建築8507臨時増刊「2001年の様式」
- 積木の家IX（人形の家） Toy Block House IX/1983/Architectural Design;Doll's House(1984)/「人形の家」国際設計競技2等
- 積木の家X Toy Block House X/1984/新建築住宅特集85春号,JA8509
- 鎮魂の丘 The Memorial at Iwo Jima Island/1983/新建築8403
- 風間邸 Kazama House/1987/新建築住宅特集8801,JA8902,The Architectural Review8711
- 東京都戦没者霊苑 Tokyo War Dead Memorial Park/1988/新建築8811,JA8902,建築文化8811,日経アーキテクチュア881031,GA Document20(1988),GA Document25(1990)
- 芝浦工業大学齋藤記念館 Shibaura Institute of Technology,Saito Memorial Hall/1990/新建築9101,JA9201,建築文化9101/さいたま景観賞（1991）
- 埼玉県川里村ふるさと館 Community Center of Kawasato Village/1993/新建築9407,JA9501,日経アーキテクチュア940620/さいたま景観賞（1994）
- 埼玉県県央みずほ斎場 Mizuho Funeral Hall/1988/
- 瑠璃山満願寺 乗蓮院　本堂・客殿・庫裡 Manganji Temple,Jourenin/2011/※アーキベルク一級建築士事務所と協働

## 著書
- 『建築形態論』,明現社
- 『建築・NOTE　相田武文　積木の家』,丸善
- 『現代建築/空間と方法1・相田武文』,同朋舎出版
- 『積木の家X　発想から完成まで』,丸善
- 『Takefumi Aida Buildings and Projects』,Princeton Architectural Press
- SD選書 228 『都市デザインの系譜』 相田武文・土屋和男共著,鹿島出版会
- 『相田武文建築作品集』,新建築社
- 『漂流の思考 相田武文建築論集』,新建築社
- 『建築家のひとこと』，新建築社